# گیلیان هانا
گیلیان هانا (انگلیسی: Gillian Hanna؛ ‏ ۲۰ ژوئن ۱۹۴۴ – ۱۸ اوت ۲۰۱۹) بازیگر اهل جمهوری ایرلند بود.
از فیلم‌ها یا برنامه‌های تلویزیونی که وی در آن نقش داشته‌است، می‌توان به الیور توئیست، ایست‌اندرز، پوآرو، تلفات، بینوایان، همه مردان ملکه، حمله متقابل، قلب من و نابغه اشاره کرد.